# Caroline Fourest

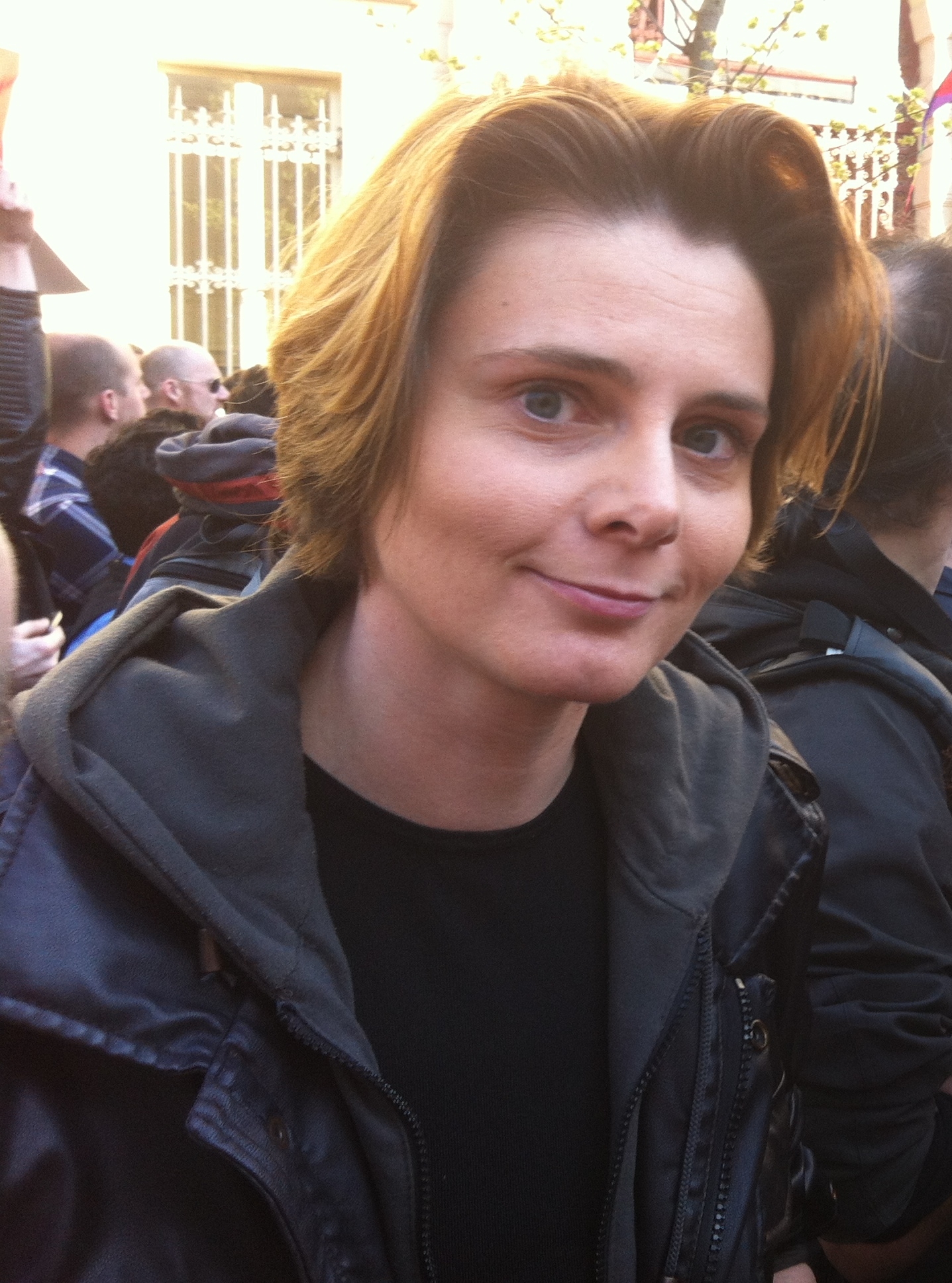
Caroline Fourest (2013) in einer Versammlung, um das Gesetz zur gleichgeschlechtlichen Ehe zu feiern

Caroline Fourest (Aussprache: [kaʁɔlin fuʁɛst]; * 19. September 1975 in Aix-en-Provence) ist eine französische feministische Schriftstellerin, Journalistin und Herausgeberin des Magazins ProChoix. Sie ist Autorin des Werkes Frère Tariq (Bruder Tariq), in dem sie sich kritisch mit Tariq Ramadan auseinandersetzt, und von Génération offensée (Generation beleidigt), wo sie linke Identitätspolitik kritisiert.

## Leben
In ihrem Buch La tentation obscurantiste („Die Versuchung des Obskurantismus“) stellt Fourest fest, dass die wichtigsten Bezugspunkte der europäischen Linken während des Zweiten Weltkriegs und danach der antitotalitäre Kampf einerseits, die Entkolonialisierung und der Antiimperialismus andererseits waren. Lange Zeit konnten beide konfliktlos nebeneinander existieren. Nach dem Erstarken des Islamismus in den islamischen Ländern und durch muslimische Einwanderergruppen sei die Linke heute in der Frage gespalten, ob sie ihn als totalitäre Ideologie bekämpfen oder als Ausdruck einer antiimperialistischen Strömung unterstützen solle.
Im März 2006 unterzeichnete Fourest das Manifest der 12. Sie erhielt zahlreiche Auszeichnungen, darunter den Nationalpreis für Laïcité im Jahr 2005 und den „Prix du livre politique“ von der französischen Nationalversammlung im Jahr 2006.
2019 führte sie Regie beim feministischen Anti-Kriegs-Film Soeurs d’Armes (Waffenschwestern).
In ihrem Buch Generation Beleidigt legt Fourest ihre homosexuelle Orientierung offen. 2022 wurde eine Lesung von Fourest an der Volksbühne in Berlin abgesagt, als Kritikerin linker Identitätspolitik stieß sie auf Widerstand der Dramaturgen.

## Werke
- Le guide des sponsors du Front national et de ses amis, éditions Castells Raymond, 1998
- Les anti-PACS. Ou la dernière croisade homophobe (mit Fiammetta Venner), éditions Prochoix, 1999
- Foi contre choix : La Droite religieuse et le mouvement Prolife aux États-Unis, éditions Golias, Paris 2000
- Tirs croisés, La laïcité à l’épreuve des intégrismes juif, chrétien et musulman (mit Fiammetta Venner), éditions Calmann-Lévy, 2003
- Frère Tariq : Discours, stratégie et méthode de Tariq Ramadan, éditions Grasset, Paris 2004
  - Die islamistische Herausforderung. Rezension von Nils Minkmar. In: Frankfurter Allgemeine Zeitung, 14. November 2004.
- Face au boycott, éditions Dunod, 2005
- La tentation obscurantiste, éditions Grasset, Paris 2005
- Le choc des préjugés : L’impasse des postures sécuritaires et victimaires, éditions Calmann Levy, 2007
- La Dernière utopie. Menaces sur l’universalisme, éditions Grasset, 2009.
- Marine Le Pen (mit Fiammetta Venner), Grasset & Fasquelle, 2011.
- Inna, Grasset & Fasquelle, 2014.
- Éloge du blasphème, 2015.
- L’Islamophobie Jérôme Blanchet-Gravel (dir.) et Éric Debroise (codir.), éditions Dialogue Nord-Sud, 2016, 250 p.
- Génie de la laïcité, Grasset, 2016.
  - Lob des Laizismus. Übersetzung von Mark Feldon und Christoph Hesse. Edition Tiamat, Berlin 2022, ISBN 978-3-89320-288-1.
- Géneration offensée. De la police de la culture à la police de la pensée, 2020
  - Generation Beleidigt. Von der Sprachpolizei zur Gedankenpolizei. Übersetzung Alexander Carstiuc, Mark Feldon, Christoph Hesse. Edition Tiamat, Berlin 2020, ISBN 978-3-89320-266-9.